# Thérèse Angélique Aubry
Pour les articles homonymes, voir Aubry.
Thérèse Angélique Aubry est une danseuse de l'Opéra de Paris, née en 1772, et morte dans l'ancien 2e arrondissement de Paris le 25 janvier 1829.

## Biographie
Thérèse-Angélique Aubry est une danseuse de l'Opéra de Paris.
Au cours de la séance du 17 brumaire an II (7 novembre 1793), les autorités du département et de la commune de Paris représentées par Pierre-Gaspard Chaumette, procureur de la commune de Paris, Antoine-François Momoro et Louis-Marie Lulier (ou Lullier, Lhuillier, 1746-1794), membres du département, Jean-Nicolas Pache, maire de Paris, ainsi que Jean-Baptiste Gobel, évêque constitutionnel de la Seine, et son conseil épiscopal, demandent aux autorités ecclésiastiques de rendre à la raison et à la justice un hommage sincère. L'évêque de Paris Gobel fait ensuite une déclaration par laquelle il affirme « son attachement aux principes éternels de la liberté, de l'égalité de la morale, bases nécessaires de toute constitution vraiment républicaine ». Puis il annonce qu'il renonce à exercer ses fonctions de ministre du culte catholique. Le soir même, le département et la commune décidèrent que la fête du décadi suivant, le 20 brumaire an II, aurait lieu à la cathédrale Notre-Dame de Paris et Pache donna à cette cérémonie le nom de Fête de la liberté et de la raison. Selon le vœu de Chaumette, la cathédrale Notre-Dame est convertie en temple de la Raison par la Convention nationale.
Choisie par Jacques-Louis David, Thérèse-Angélique Aubry a représenté symboliquement la déesse de la Raison lors de la fête du 10 novembre 1793 à la cathédrale Notre-Dame de Paris, transformée en temple de la Raison.
Le 27 février 1807, Thérèse Aubry, danseuse de l'Opéra, interprète le rôle de Minerve, dans le ballet Le Retour d'Ulysse, coiffée d'un casque et armée d'une lance et tenant un bouclier. Elle descend des cintres assise sur une gloire qui doit la poser au centre de la scène où l'attendent Ulysse et Pénélope. Elle est alors victime d'un terrible accident. La machine sur laquelle elle descendait s'effondra, la faisant tomber d'une hauteur de 5 mètres, la blessant grièvement. Le tout-Paris s'intéressa à son sort ainsi que l'impératrice Joséphine, qui assistait à la représentation. Une représentation que l’Académie s’empressa de donner au profit de Mlle Aubry, les offrandes nombreuses que l'impératrice Joséphine reçut dans un bal qu’elle avait organisé tout exprès aux Tuileries, jointes à la pension du théâtre, permirent à l’académicienne de faire rajuster son bras et d’opérer sa retraite honorablement ». Il s'ensuivit une querelle entre les machinistes sur la cause de l'accident qui exaspéra Napoléon qui venait de remporter la bataille d'Eylau au prix de pertes importantes. Il l'écrit dans une lettre qu'il adresse le 20 mars 1807 à Fouché : Je vois que l’affaire de Mlle Aubry occupe plus les Parisiens que toutes les pertes que l’on peut faire à l’armée. M. de Luçay a eu tort de ne pas lui témoigner tout l’intérêt que son état devait inspirer,.
Thérèse Aubry a été inhumée le 27 janvier 1829 au Cimetière de Montmartre (division 30). Elle repose avec sa fille Marie Aubry qui a été inhumée le 5 mars 1829 à l'âge de 28 ans.